# Waterstoniella williamsi
Waterstoniella williamsi är en stekelart som beskrevs av Wiebes 1982. Waterstoniella williamsi ingår i släktet Waterstoniella och familjen fikonsteklar.
Artens utbredningsområde är Filippinerna. Inga underarter finns listade i Catalogue of Life.